# Rostkindad cistikola
Rostkindad cistikola (Cisticola erythrops) är en fågel i familjen cistikolor inom ordningen tättingar.

## Utseende och läte
Rostkindad cistikola är en långstjärtad och mycket enfärgad cistikola. Den liknar vitbrynad cistikola men mer färglös, utan rostrött på hjässan och i vingen. Sången består av en komplex duett mellan könen, med bland annat en fallande serie visslingar och olika varianter av grälande och grova "zhrt".

## Utbredning och systematik
Rostkindad cistikola delas in i sex underarter i två grupper med följande utbredning:
- Cisticola erythrops lepe – Angola
- erythrops-gruppen
  - Cisticola erythrops erythrops – Senegal och Gambia till Centralafrikanska republiken
  - Cisticola erythrops sylvia – nordöstra Demokratiska republiken Kongo och sydvästra Sydsudan till Kenya och centrala Tanzania
  - Cisticola erythrops nyasa (inklusive elusus[5]) – sydostligaste Demokratiska republiken Kongo till södra Tanzania, norra Botswana och KwaZulu-Natal
  - Cisticola erythrops pyrrhomitra – sydöstra Sydsudan och Etiopien
  - Cisticola erythrops niloticus – sydöstra Sudan (övre Blå Nilen) och närliggande västra Etiopien

### Familjetillhörighet
Cistikolorna behandlades tidigare som en del av den stora familjen sångare (Sylviidae). Genetiska studier har dock visat att sångarna inte är varandras närmaste släktingar. Istället är de en del av en klad som även omfattar timalior, lärkor, bulbyler, stjärtmesar och svalor. Idag delas därför Sylviidae upp i ett antal familjer, däribland Cisticolidae.

## Status
Arten har ett stort utbredningsområde och beståndet anses stabilt. Internationella naturvårdsunionen IUCN listar den därför som livskraftig (LC).

## Namn
Cistikola är en försvenskning av det vetenskapliga släktesnamnet Cisticola som betyder "cistroslevande".

## Bilder

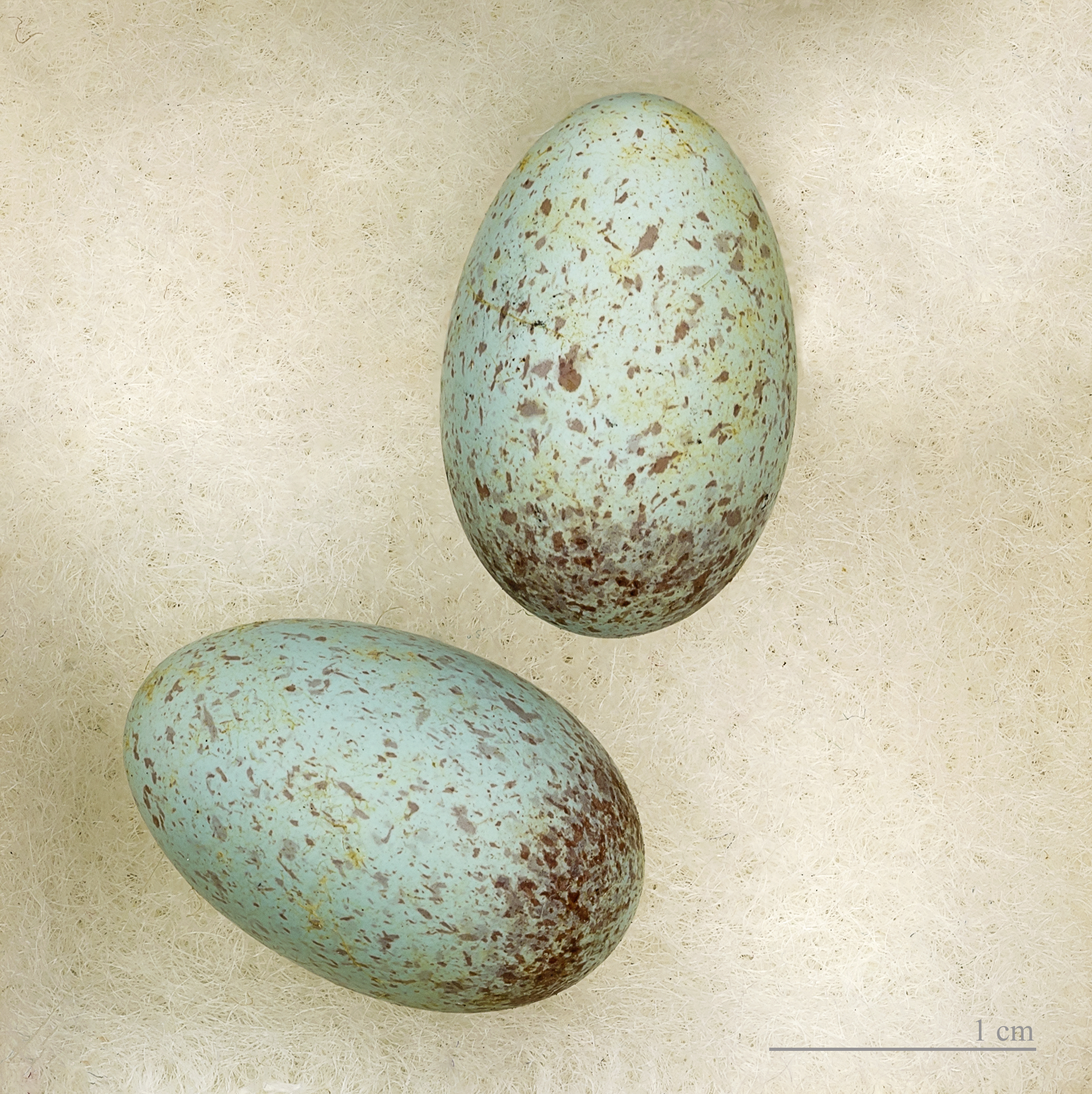
Cisticola erythrops erythrops
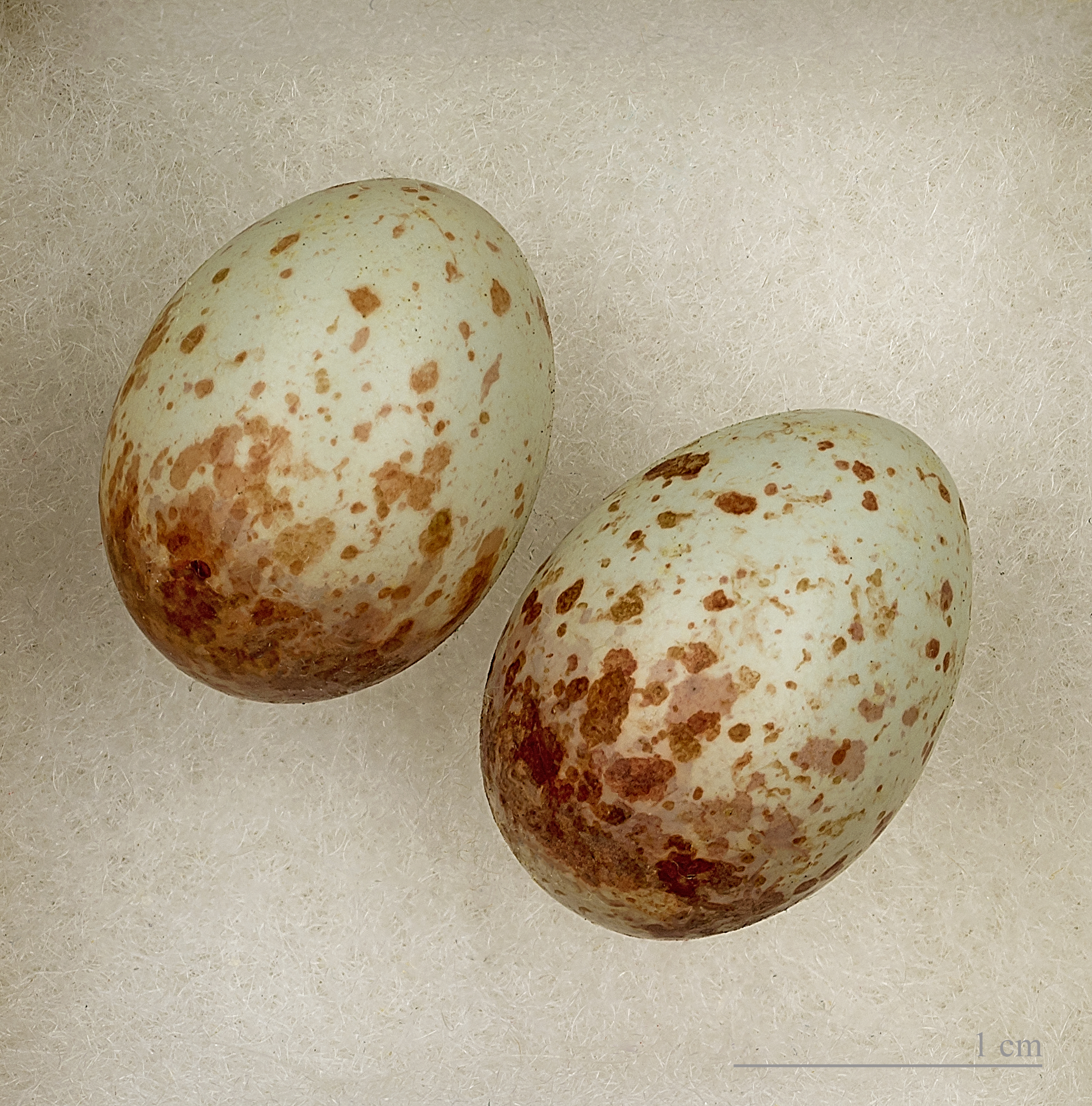
Cisticola erythrops sylvia